# Ozim
Ozim je priimek več znanih Slovencev:
- Breda Ozim, novinarka
- Igor Ozim (1931—2024), violinist in violinski pedagog
- Rudolf Ozim (?—1959), novinar, urednik Slovenskega naroda
- Vojko Ozim (1922—2007), kemijski tehnolog, univ. prof.